# Orsilochus michaelseni
Orsilochus michaelseni är en mångfotingart som beskrevs av Carl Graf Attems 1911. Orsilochus michaelseni ingår i släktet Orsilochus och familjen Siphonotidae. Inga underarter finns listade i Catalogue of Life.